# Mapania mannii
Mapania mannii är en halvgräsart som beskrevs av Charles Baron Clarke. Mapania mannii ingår i släktet Mapania och familjen halvgräs.

## Underarter
Arten delas in i följande underarter:
- M. m. bieleri
- M. m. mannii